# Essequibo Islands-West Demerara
Essequibo Islands-West Demerara ist eine Region im Norden Guyanas. Die Region ist durch den Essequibo geteilt. Sie grenzt an den Atlantischen Ozean im Norden, an die Region Demerara-Mahaica im Osten, an die Region Upper Demerara-Berbice im Süden und an die Regionen Cuyuni-Mazaruni und Pomeroon-Supenaam im Westen. Der westliche Teil der Region wird von Venezuela als Guayana Esequiba beansprucht.
In der Region gibt es die Städte Parika, Schoon Ord und Uitvlugt, das administrative Zentrum ist Vreed en Hoop. An der Mündung des Essequibo liegen große Inseln wie etwa Hog Island, Wakenaam und Leguan.